# 沖縄県立浦添工業高等学校
沖縄県立浦添工業高等学校（おきなわけんりつうらそえこうぎょうこうとうがっこう）は、沖縄県浦添市経塚にある県立の工業高等学校である。工業系の高校の中では比較的新しい。
工業高校であるが、男女比はほぼ同数である。
なお現在校舎の老朽化が激しく、体育館は新設される予定。

## 沿革
- 1981年3月12日 定例県教育委員会で県立那覇D高等学校の設置を決定。
- 1983年4月11日 開校式。第1回入学式。

## 設置学科
- 情報技術科（2クラス：80人）
  - 高度情報化社会の中で急変する産業構造や、技術革新の進展に寄与できる中堅情報技術者として必要な基礎的技術を取得させ、コンピュータの活用能力を養成する。
- インテリア科（2クラス：80人）
  - インテリアに関する知識と技術を習得させ、伝統に根ざした潤いのある生活空間を求め、情報化の進展に対応できる能力と態度を養う。
- デザイン科（2クラス：80人）
  - デザインに要求される、鋭い観察力・豊かな発想力・優れた表示力を養い、デザイン業務に携わることの出来る基礎能力と態度を養う。
- 調理科（1クラス：40人）
  - 食生活および調理に関する専門的な知識と技術を習得させ、職業人としての調理師を養成する。

## アクセス
モノレール
- 沖縄都市モノレール線浦添前田駅下車、徒歩17分

路線バス
| 運行事業者   | 路線・系統                | 下車停留所             |
| ------------ | ------------------------- | ---------------------- |
| 東陽バス     | 191番・城間（一日橋）線   | 茶山団地前、又は安波茶 |
| 琉球バス交通 | 55番・牧港線 56番・浦添線 | 安波茶                 |

## 出身著名人
- 山咲トオル - 漫画家
- 荒巻圭子 - 漫画家
- 運天ジョン・クレイトン - プロ野球選手
- 西向幸三 - ラジオパーソナリティー
- 屋比久翔平 - レスリング選手